# ネルトリンゲンの戦いにおけるフェルナンド・デ・アウストリア枢機卿王子
『ネルトリンゲンの戦いにおけるフェルナンド・デ・アウストリア枢機卿王子』（ネルトリンゲンのたたかいにおけるフェルナンド・デ・アウストリアすうききょうおうじ、西: El cardenal-infante Fernando de Austria, en la batalla de Nördlingen、英: Cardinal-Infante Ferdinand of Austria at the Battle of Nördlingen）は、フランドルのバロック期の巨匠ピーテル・パウル・ルーベンスが1634-1635年にキャンバス上に油彩で制作した騎馬肖像画である。スペイン国王フェリペ4世の弟フェルナンド・デ・アウストリアをモデルとして描いている。作品はフェリペ4世が購入し、スペイン・ハプスブルク家の威光を示すものとしてマドリードの旧王宮に掲げられた。現在はプラド美術館に所蔵されている。

## 作品
フェルナンド・デ・アウストリア枢機卿王子は、1634年に兄のフェリペ4世によってネーデルラント総督に任命された。彼はブリュッセルに向かう途中、プロテスタントの軍勢と交戦し、ネルトリンゲンの戦いで打ち破った。本作はその戦勝記念となるものであり、ルーベンスはフェルナンドがブリュッセルに赴任した後に作品を制作した。
フェルナンドは完全な鎧姿で、黒い帽子を被った姿で表されている。彼が持つ指揮棒と赤い肩帯は統治者としての地位を示す。フェルナンドの頭上にはユーピテルの象徴である鷲と雷によって表された憤怒の寓意像が描かれ、彼の力と勇敢さを示唆している。背景では戦闘が繰り広げられている。
ルーベンスは、動揺する馬の様子と、それに動じず馬を制御するフェルナンドの落ち着いた様子とを対比させている。棹立ちとなった馬の姿勢 (ルバード) は騎馬像によく用いられる構図であり、馬上の人物の統治能力を示すものである。フェルナンドの能力と美徳は、画面下のプレートに文字でも記されている。